# SS Île de France
El SS Île de France fue un transatlántico francés construido en los astilleros Saint-Nazaire, Francia, para la compañía naviera Compagnie Générale Transatlantique. Esta nave fue uno de los primeros grandes transatlánticos construido tras la conclusión de la Primera Guerra Mundial y el primer buque de línea que se decoró por completo con diseños art déco. No era la nave más grande ni la más rápida, pero fue considerado uno de los buques más lujosos de la compañía, así como su buque insignia, hasta la llegada del SS Normandie en 1935.

## Construcción y botadura
La construcción del Île de France formaba parte del acuerdo entre la línea francesa y el gobierno francés con fecha del noviembre de 1912. Este acuerdo consistía en la construcción de cuatro naves de pasaje y correo, siendo llamada SS Paris la primera nave y la segunda, Île de France. La Primera Guerra Mundial retrasó la construcción hasta los años 20, siendo botado el Paris en 1916 aunque no entró en servicio hasta 1921, y el Île de France en 1927. El casco del Île de France fue botado el 14 de marzo de 1926 en el astillero Société Anonyme des Chantiers et Ateliers de St. Nazaire (Penhoët) asistiendo miles de orgullosos trabajadores y funcionarios de la compañía, prensa, y ciudadanos franceses. La nave estaría catorce meses más en los astilleros hasta su acabado y finalmente zarpó por primera vez el 29 de mayo para sus pruebas de mar.

## Interiores

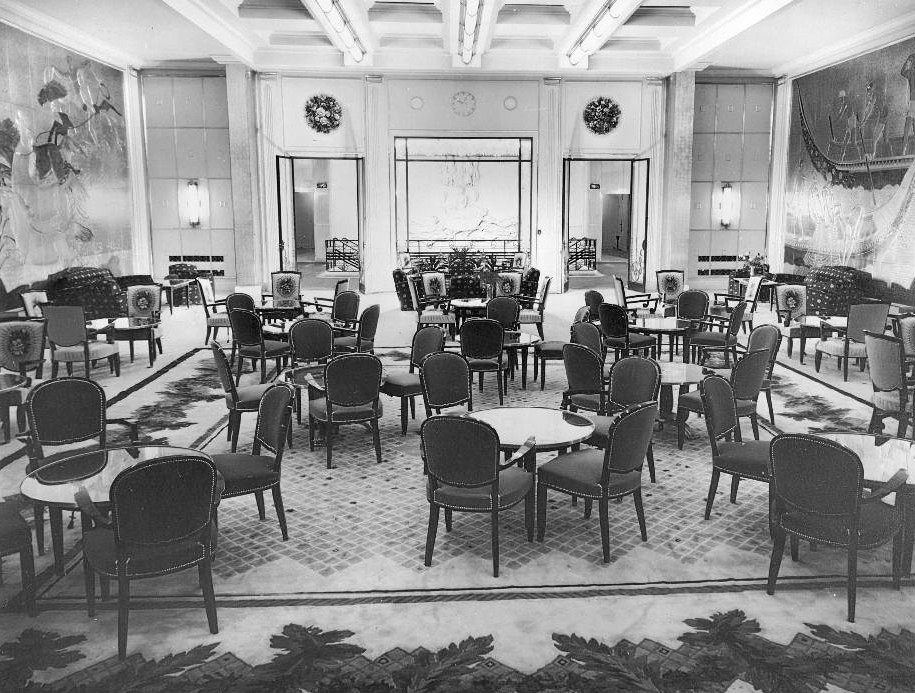
El gran salón del transatlántico, tal como aparecía decorado en la década de 1950, tras la remodelación que sufrió tras la Segunda Guerra Mundial.

En 1926, la línea francesa editó un elaborado folleto cuya encuadernación estaba grabada con letras de oro dedicado enteramente al nuevo buque insignia de la compañía. Las ilustraciones representaban los modernos y decorados enormes salones, elegantes pasajeras que llevaban abanicos de plumas y que fumaban cigarrillos, y pasajeros paseando alrededor de las amplias cubiertas al sol.
Nunca antes una nave había sido decorada con un diseño de interiores como este. Los lujosos buques británicos RMS Mauretania, RMS Olympic y RMS Berengaria tenían una decoración interior cuyo estilo se podía encontrar en cualquier casa señorial o castillo situados en tierra. Por el contrario, los interiores del Île de France representaron algo nuevo. Por primera vez en un barco de pasajeros sus espacios habían sido diseñados no para reproducir los estilos decorativos del pasado, sino para celebrar el estilo del presente; conectando con las tendencias decorativas que se pudieron ver en la Paris Exposition des Arts Décoratifs et Industriels Modernes de 1925, que dio al mundo el término art déco.
El grado de modernidad del buque se diferenciaba de todo lo visto anteriormente. El comedor de primera clase era espectacular, nunca antes los pasajeros habían visto una estancia que combinaba una masiva simplicidad con su alarmante atractivo. El comedor era también el más grande a flote, se levantaba sobre tres cubiertas, y tenía una magnífica escalera de entrada.
Además del lujoso comedor, tenía también una capilla en estilo neogótico, un gran hall de entrada que se levantó cuatro cubiertas, una galería de tiro, un muy equipado gimnasio, e incluso un tiovivo para los pasajeros más jóvenes. Cada cabina tenía camas en vez de literas, e incluso muchas de las sillas a bordo del Île de France eran totalmente nuevas en su diseño.
Fue tal el éxito de este buque, que las principales líneas de pasajeros, cuando planeaban la construcción de alguno, visitaban previamente el "exquisito, extraordinario y configurador de tendencias" Île de France. 

## Viaje inaugural y principios de carrera

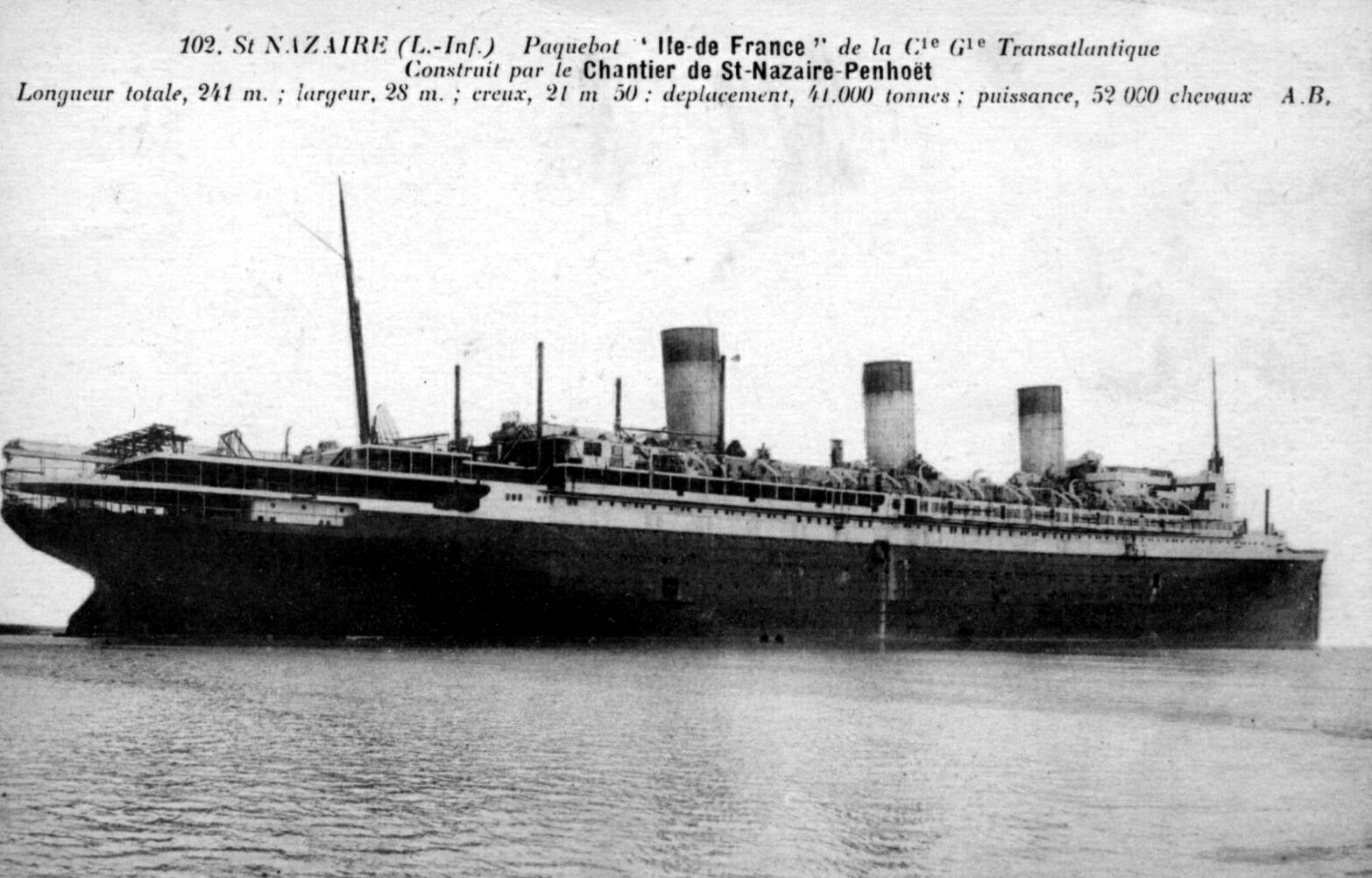
El SS Île de France en 1929.

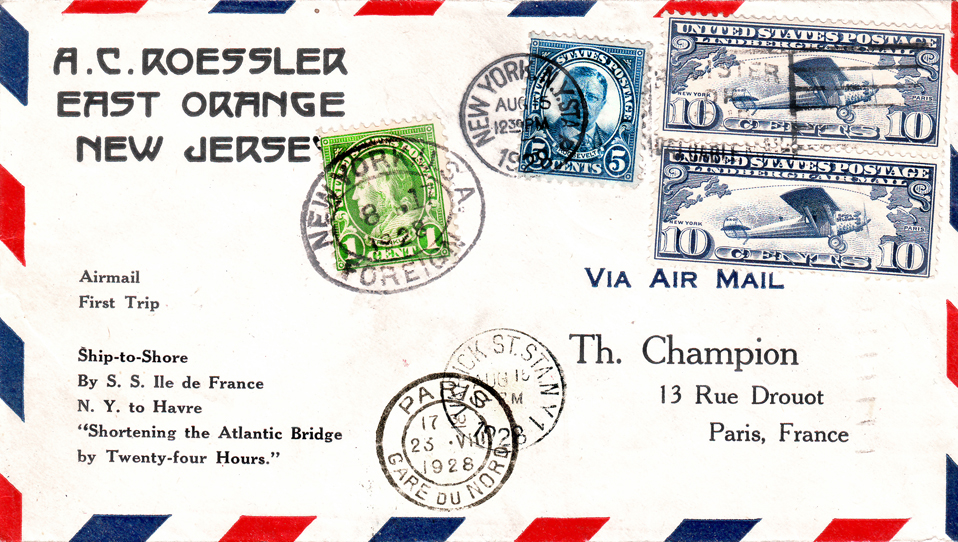
Sobre transportado por el primer servicio de correo aéreo desde el Île de France el 23 de agosto de 1928.

Tras las pruebas de mar, el Île de France zarpó el 5 de junio de 1927 rumbo a Le Havre, su puerto de matrícula. En la semana siguiente, elogios y alabanzas resonaron de los miles de ciudadanos franceses y periodistas que acudieron al muelle para vislumbrar o visitar el nuevo buque. El visitante se haría eco en comentarios favorables la semana siguiente. 
La novedad del art déco a bordo del barco causó inmediata sensación y la reacción de la prensa, y el 22 de junio de 1927 el Île de France partió de Le Havre en su viaje inaugural a Nueva York. A su llegada recibió gran atención de los medios de comunicación estadounidenses y miles de personas llenaron los muelles solo para echar un vistazo a la nueva nave.
Durante todo el periodo de entreguerras el Île de France realizó el servicio exprés Le Havre - Nueva York, con escala en Southampton desde principios de 1935 a la ida, y Plymouth a la vuelta.
Con capacidad para 1.786 pasajeros, de los que 537 eran de primera clase, el Île de France, al igual que sus compañeros de carrera, France y Paris, se puso de moda. El Quién es Quién (Who's Who) internacional de la política, la aristocracia, los negocios, teatro, cine, artes y deportes embarcaron en este buque en un momento u otro. El capitán Joseph Blancart y su sobrecargo, Henri Villar, consiguieron celebridad mundial por derecho propio. 
Con la contribución de este magnífico buque, la línea francesa terminó el año 1928 con ganancias récord. Por primera vez, los ingresos de la compañía superaron los mil millones de francos, y la mitad de estos derivaban del servicio a Nueva York, que había transportado a más de 90.000 pasajeros. Su popularidad fue tal que en 1935, el barco había transportado a más pasajeros de primera clase que cualquier otro transatlántico. 
Los millonarios estadounidenses y la alta burguesía "se pelaban por tomar plaza en este buque". Pronto se convirtió en el buque elegido por los jóvenes, los elegantes, y los famosos, aunque no por su velocidad, pues solo era casi tan rápido como el RMS Aquitania de 1914 y no más grande.
A pesar de que el Île de France no podía pretender ser el "liner" (nombre por el que se conocían los trasatlánticos de línea en aquella época) más rápido en el mundo, fue brevemente el pionero en el sistema de correo más rápido entre Europa y los Estados Unidos. En julio de 1928, se instaló una catapulta en la popa del buque para evaluar las posibilidades de aviones correo, y se adquirieron dos hidrocanoas CAMS 37 /10 especialmente construidos para tal fin, uno de los cuales despegó cuando la nave estaba a 500 millas, lo que redujo el tiempo de entrega de correo en un día. Esta práctica resultó demasiado costosa por lo que en octubre de 1930 fue retirada la catapulta y el servicio fue interrumpido.

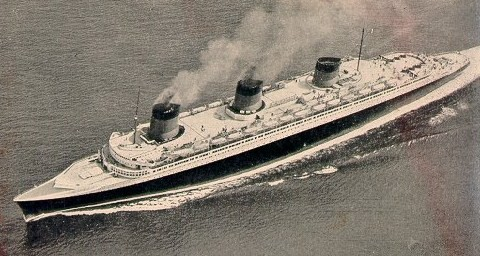
El transatlántico SS Normandie.

En 1935 al Île de France y al Paris se unió un nuevo compañero, el flamante "superliner" SS Normandie. Con estos tres buques la línea francesa pudo jactarse de tener los más grandes, rápidos y lujosos buques en la línea del Atlántico Norte. 
Sin embargo, en el año 1939 dos acontecimientos trastocarían la prosperidad alcanzada por la línea francesa. El primero se produjo el 18 de abril de 1939, cuando el Paris fue destruido por el fuego mientras estaba atracado en Le Havre. La segunda -y más importante- fue el 1 de septiembre de 1939, cuando el ejército alemán invadió Polonia, lo que desencadenó la Segunda Guerra Mundial y puso fin al tráfico transatlántico. Aparte de estos dos eventos, el 6 de febrero de 1942 el SS Normandie se incendió en el puerto de Nueva York bajo el nombre de la US Navy USS Lafayette, y después de ese accidente, el barco se ve resignado a ir al desguace dejando a la línea francesa solo con el lle de France.

## Segunda Guerra Mundial

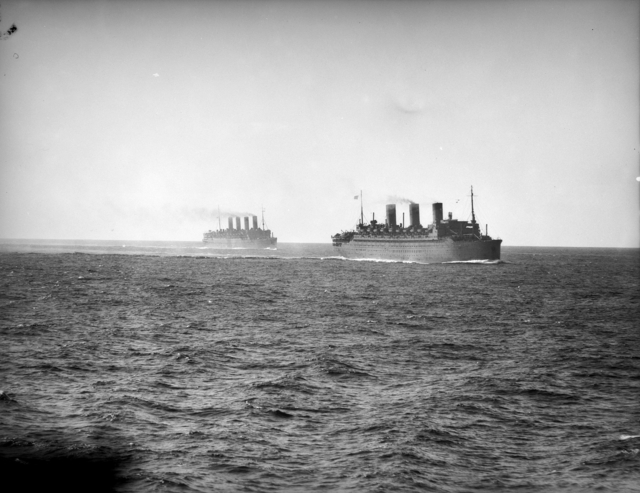
El Ile de France y el Aquitania siendo utilizados como barcos de transporte de tropas en la Segunda Guerra Mundial.

Al comienzo de la guerra, el Île de France, que había llegado el 9 de septiembre, estaba atracado en su muelle de Nueva York. Dado que los franceses no estaban ansiosos por hacer regresar a la nave a su tierra natal, fue remolcado a Staten Island por diez remolcadores, lo que supuso realizar tareas de dragado especiales que costaron 30.000 dólares. Su tripulación de 800 personas se redujo a un personal de seguridad de 100, permaneciendo en dicha situación inoperativo los siguientes cinco meses. En marzo de 1940, bajo el mando del Almirantazgo británico, a quien se había cedido, el buque fue cargado con 12.000 toneladas de materiales de guerra, como lubricantes para motores, carros de combate, municiones diversas, y varios aviones sin embalaje que fueron estibados en la cubierta de popa. El 1 de mayo de 1940 zarpa hacia Marsella pintado en colores gris y negro. Desde allí, zarpa el 31 de ese mismo mes hacia Indochina por la ruta del cabo de Buena Esperanza, habiendo recibido instrucciones del gobernador general de la Indochina recala en Singapur el 30 de junio donde, tras la caída de Francia, fue oficialmente requisado por los británicos para ser completamente reformado como un gran transporte de tropas con capacidad de cerca de 10 000 hombres y durante la guerra transportó unos 300.000 soldados.

## Su carrera en la posguerra
En el otoño de 1945, el Île de France fue devuelto a la línea francesa, después de cinco años de servicio militar con el Almirantazgo británico. En honor a su actuación durante la guerra, la British Rail nombró una de sus locomotoras como "Compagnie Générale Transatlantique".
Al principio, se utilizó para transportar a las tropas estadounidenses y canadienses de vuelta a sus países. Luego, en abril de 1946, se dirigió al astillero de su constructor, en Saint-Nazaire para su reconstrucción donde permaneció dos años. El resultado incluyó la eliminación de su tercera chimenea y cambio del aspecto conseguido con un diseño de pintura más dinámico inspirado en el que tenía el Normandie. Estos y otros cambios resultaron en un aumento del arqueo bruto a 44.356 t. Asimismo, se alteró la configuración del alojamiento del pasaje quedando en 541 en 1ª clase, 577 en 2ª clase y 227 en clase turista.

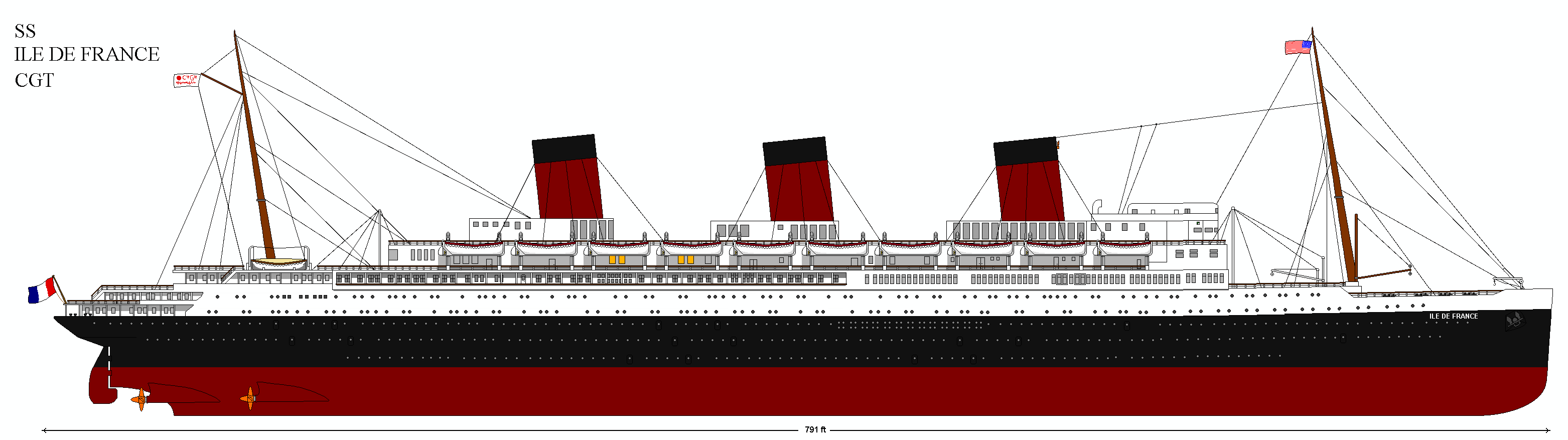
Diagrama del aspecto original del Ile de France.

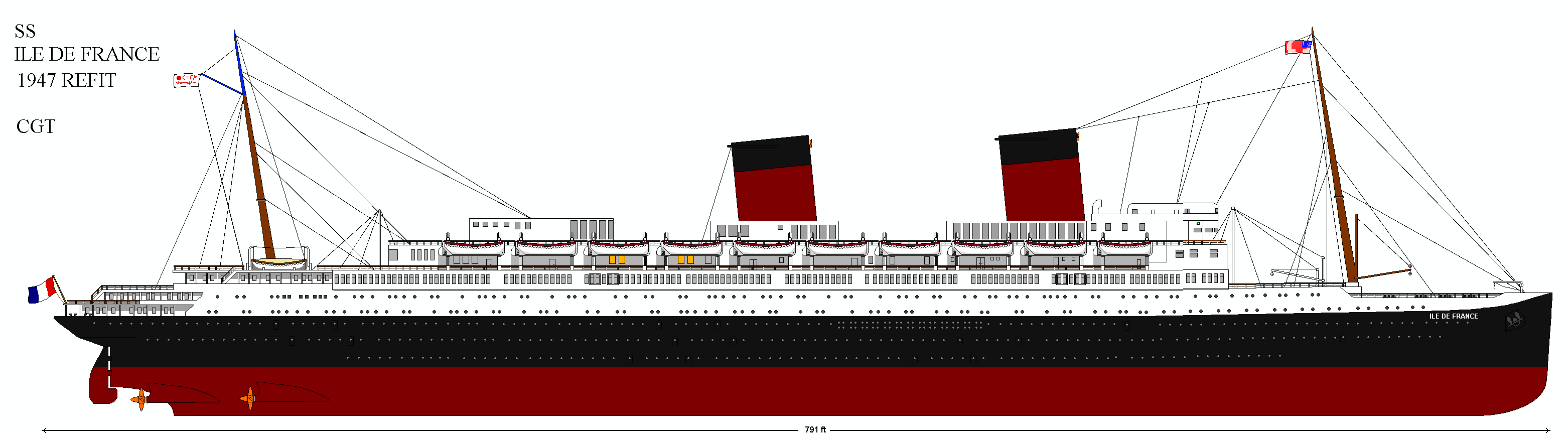
Diagrama del Ile de France tras su remodelación en la posguerra.

El Île de France zarpó hacia Nueva York en su primera travesía de lujo de la posguerra, en julio de 1949, demostrado ser tan popular como antes de la guerra, y disfrutó de una próspera década de servicio. Su oferta de servicio de primera clase y alojamiento continuó atrayendo a pasajeros que gozaban de la renombrada hospitalidad de la línea francesa.  

### El rescate del SSAndrea Doria
La noche del 25 de julio de 1956, el Île de France desempeñó un papel importante en la operación de rescate después de la colisión de los barcos de pasajeros SS Andrea Doria y MS Stockholm cerca de Nantucket. De los 1.706 pasajeros y tripulación del Andrea Doria, aproximadamente 750 fueron transferidos al Île de France en la operación de rescate que duró 6 horas.

## Retiro del servicio

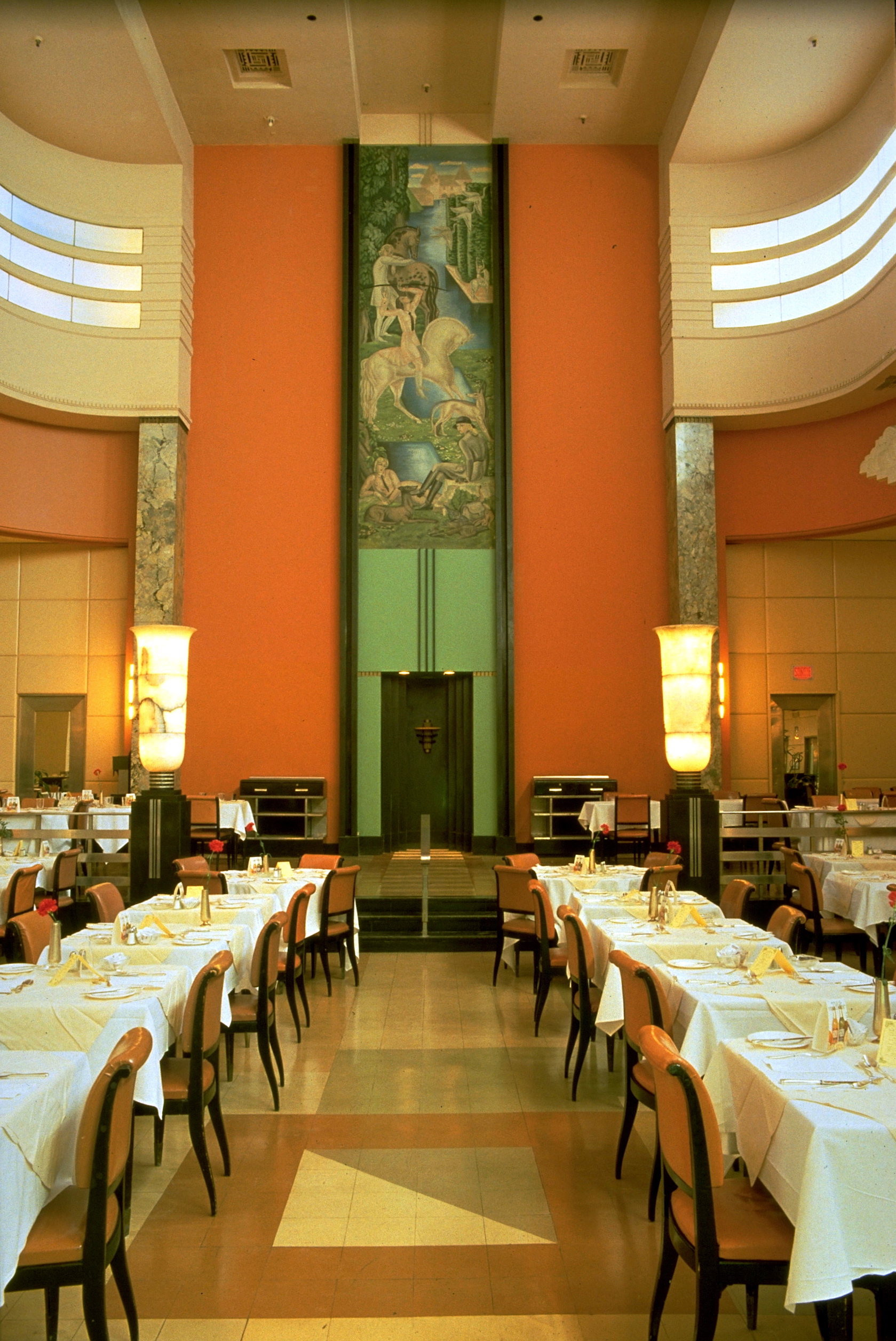
Restaurante Eaton en Montreal (Canadá), inspirado en los diseños interiores del SS Île de France.

En febrero de 1957, durante un crucero a Fort-de-France (Martinica) el barco tiene una avería y debe ser reparado en Estados Unidos. Reanuda su servicio en mayo. Alcanzado por la edad, el viejo barco de 31 años de antigüedad es dado de baja en Le Havre a finales de la temporada de 1958.
En 1959, la era del reactor había comenzado y los viajes oceánicos estaban en un rápido descenso. Sin embargo, otras líneas eran víctimas de esta tendencia, y la línea francesa deseaba disponer de la nave y de servir como repuesto, toda vez que era un final digno. El buque, sin embargo, fue vendido a una empresa de desguace japonesa y partió renombrado como Furanzu Maru para el viaje desde Le Havre el 26 de febrero de 1959 hacia Osaka.
Después de ser vendido, el Île de France se utilizó durante unas semanas con el nombre de SS Claridon por una compañía norteamericana para el rodaje de una película de desastres de 1960 titulada The Last Voyage. Durante el rodaje, la nave se hundió parcialmente: los artefactos explosivos que fueron detonados en el interior, originaron daños. La línea francesa llevó a los tribunales a la productora para obtener una orden por la que el uso del nombre Île de France dejara de aparecer en la película, entre otras salvedades.
El restaurante del noveno piso de los grandes almacenes Eaton's Department Store, en Montreal (Canadá) tenía el estilo del restaurante de primera clase a bordo del buque. La esposa del dueño de la tienda que viajó en este transatlántico, cuando se le preguntó qué estilo debería adoptar el nuevo restaurante de la planta solicitó el estilo del Île de France. Los visitantes pudieron cenar en el restaurante y tener una idea de la buena mesa en alta mar, durante el apogeo del transatlántico, hasta el cierre de Eaton.

## En la cultura popular
El SS Ile De france es mencionado en la canción "A Fine Romance" de 1936 del musical "Swing Time" con música de Jerome Kern y letras de Dorothy Fields cantado por Ginger Rogers: "Eres tan difícil de manejar como el Ile de France, nunca tendré la oportunidad, Este es un Fine Romance"